# لاثبيري (باكينجهامشير)
لاثبيري (بالإنجليزية: Lathbury)‏ هي قرية وأبرشية مدنية تقع في المملكة المتحدة في إنجلترا. يقدر عدد سكانها بـ 156 نسمة .